# Waermund I. (Rochester)
Waermund I. († zwischen Oktober 803 und 805) war Bischof von Rochester. Er wurde zwischen 781 und 785 zum Bischof geweiht und trat im selben Zeitraum das Amt an. Er starb zwischen Oktober 803 und 805.